# 齊在銘
齊在銘（？—？），新野人，清朝政治人物。附贡出身。
道光二十六年，接替許美身。擔任江蘇荆溪縣知縣。后由馮譽接任。